# USS America (CV-66)
USS America (CVA/CV-66) là một siêu hàng không mẫu hạm lớp Kitty Hawk được Hải quân Hoa Kỳ chế tạo trong thập niên 1960. Nhập biên chế năm 1965, nó trải qua phần lớn quãng đời hoạt động phục vụ tại Đại Tây Dương và Địa Trung Hải, nhưng cũng từng được biệt phái ba lượt sang khu vực Thái Bình Dương trong giai đoạn Chiến tranh Việt Nam. Nó cũng tham gia các Chiến dịch Lá chắn Sa mạc và Bão táp Sa mạc tại vùng vịnh Ba Tư đầu Thập niên 1990 trước khi xuất biên chế năm 1996.
America là chiếc tàu sân bay đầu tiên được sử dụng làm mục tiêu thử nghiệm vũ khí kể từ Chiến dịch Crossroads năm 1946. Sau khi trải qua bốn tuần lễ thử nghiệm vào năm 2005, nó bị đánh đắm tại vị trí về phía Đông Nam mũi Hatteras, bất chấp sự phản đối của nhiều cựu thủy thủ đoàn con tàu muốn giữ lại con tàu như một tàu bảo tàng. Nó là chiếc tàu chiến lớn nhất từng bị đánh đắm.

## Thiết kế và chế tạo

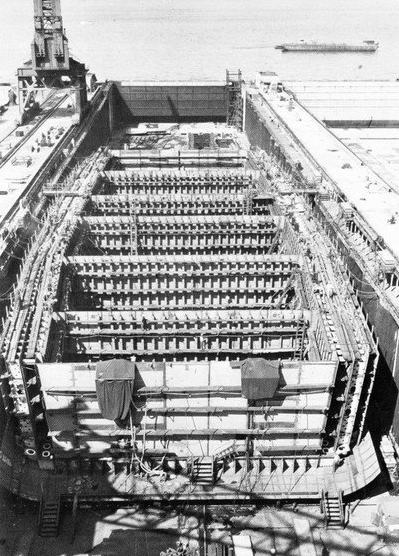
America đang được đóng tại Newport News, 1961

Nguyên được đặt hàng như một tàu sân bay chạy năng lượng hạt nhân thuộc lớp Enterprise, việc chi phí chế tạo bị đội lên đáng kể khi đóng chiếc Enterprise đã đưa đến việc hủy bỏ chiếc CVAN-66, và con tàu được đặt hàng trở lại như một chiếc lớp Kitty Hawk chạy năng lượng thông thường. Nó được đặt lườn tại xưởng tàu Newport News, Virginia của hãng Newport News Shipbuilding and Dry Dock Corp. vào ngày 1 tháng 1 năm 1961, được hạ thủy vào ngày 1 tháng 2 năm 1964, được đỡ đầu bởi bà Catherine McDonald, phu nhân Đô đốc David L. McDonald, Tư lệnh Tác chiến Hải quân. Con tàu được cho nhập biên chế tại Xưởng hải quân Norfolk vào ngày 23 tháng 1 năm 1965 dưới quyền chỉ huy của Hạm trưởng, Đại tá Hải quân Lawrence Heyworth Jr..

## Lịch sử hoạt động

### Chạy thử máy và huấn luyện
Tiếp tục được trang bị hoàn tất cho đến ngày 15 tháng 3 năm 1965, America ở lại Hampton Roads để tiến hành những hoạt động ngoài khơi Virginia Capes cho đến khi lên đường vào ngày 25 tháng 3. Nó thực hiện cuộc phóng máy bay đầu tiên vào ngày 5 tháng 4, khi Trung tá Hải quân Kenneth B. Austin, Hạm phó của America, cất cánh chiếc Douglas A-4C Skyhawk khỏi sàn đáp. Nó tiếp tục đi đến vùng biển Caribe để chạy thử máy và huấn luyện, hoàn tất tại vịnh Guantánamo, Cuba vào ngày 23 tháng 6.
America đi vào Xưởng hải quân Norfolk vào ngày 10 tháng 7 để sửa chữa sau chạy thử máy, nó ở lại xưởng tàu cho đến ngày 21 tháng 8, rồi hoạt động tại chỗ cho đến cuối tháng 8, khi nó lần lượt đi đến Virginia Capes và Bermuda, quay trở về Norfolk vào ngày 9 tháng 9. Nó trở thành soái hạm của Đội tàu sân bay 2, khi Tư lệnh, Chuẩn đô đốc J. O. Cobb, treo cờ hiệu của mình trên tàu vào ngày 25 tháng 9.

### 1965 – 1966
Vào ngày 3 tháng 9 năm 1965, một máy bay và một phi công đã bị mất khi hệ thống phóng của America gặp trục trặc; càng đáp trước chiếc máy bay bị kéo rời ra, thùng nhiên liệu phụ bị thủng và chiếc máy bay bị lật nghiêng, gây ra một đám cháy khiến một thủy thủ trên sàn đáp bị bỏng. Sĩ quan radar đã phóng ra khỏi máy bay an toàn, nhưng phi công đã cùng máy bay bị rơi xuống biển. Đến ngày 16 tháng 10, hai chiếc F-4 Phantom II đã va chạm trên không cách con tàu 20 mi (32 km); cả hai phi công đã phóng ra an toàn và được cứu vớt sau đó. Kể từ khi rời Norfolk, America bị mất năm máy bay.
America lên đường cho lượt hoạt động đầu tiên tại Địa Trung Hải vào cuối năm 1965, và hiện diện tại cảng Livorno, Ý vào ngày đầu năm mới 1966. Trong những tuần lễ tiếp theo nó lần lượt viếng thăm các cảng Cannes, Genoa, Toulon, Athens, Istanbul, Beirut, Valletta, Taranto, Palma và vịnh Pollensa, Tây Ban Nha. Trong lượt phục vụ cùng Đệ lục Hạm đội này, từ ngày 28 tháng 2 đến ngày 10 tháng 3, nó đã tham gia cuộc Tập trận "Fairgame IV" phối hợp giữa Hoa Kỳ và Pháp, vốn mô phỏng một cuộc chiến tranh quy ước chống lại một quốc gia tìm cách tấn công một nước đồng minh trong Khối NATO. Con tàu lên đường vào ngày 1 tháng 7 để quay trở về Hoa Kỳ, về đến Căn cứ Hải quân Norfolk, Virginia vào ngày 10 tháng 7, nhưng nó chỉ ở lại cảng một thời gian ngắn rồi đi vào Xưởng hải quân Norfolk vào ngày 15 tháng 7 để sửa chữa.
America tiến hành những hoạt động tại chỗ từ ngày 29 tháng 8 đến ngày 19 tháng 9, rồi đi đến khu vực vịnh Guantánamo, Cuba để huấn luyện. Sau khi cơn bão Inez càn quét qua suốt khu vực Trung Mỹ, thủy thủ đoàn con tàu phải dành ra khoảng 1.700 giờ công để trợ giúp Căn cứ Hải quân vịnh Guantánamo phục hồi và quay trở lại hoạt động bình thường. Sau đó, nó hoạt động chuẩn nhận cho kiểu máy bay cường kích mới A-7 Corsair II đi vào hoạt động trên tàu sân bay, tiến hành những phi vụ bay thử nghiệm ngoài khơi Virginia Capes. Con tàu cũng tiến hành thử nghiệm hệ thống hỗ trợ hạ cánh tự động, chứng tỏ khả năng hạ cánh “không dùng tay” cho các kiểu máy bay F-4 Phantom II, F-8 Crusader và A-4 Skyhawk.
Từ ngày 28 tháng 11 đến ngày 15 tháng 12, America tham gia cuộc Tập trận LANTFLEX 66, tích lũy kinh nghiệm trong các hoạt động phòng không, chống tàu ngầm và không lực trên tàu sân bay. Con tàu cũng tham gia hoạt động rải mìn, bắn tên lửa, và hỗ trợ trên không cho hoạt động đổ bộ. Nó quay trở về Norfolk vào ngày 15 tháng 12, và ở lại cảng cho đến hết năm 1966.

### Lượt hoạt động Địa Trung Hải thứ hai (1967)

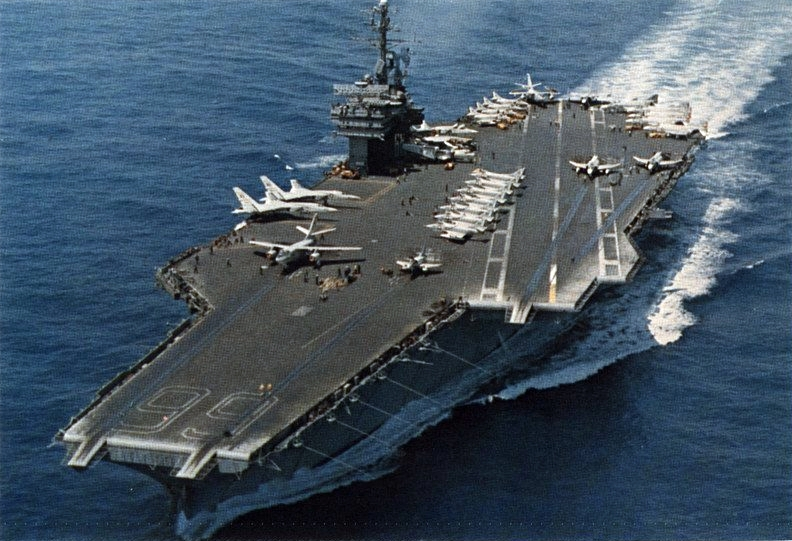
America trong lượt hoạt động 1967 tại Địa Trung Hải

America khởi hành từ Norfolk vào ngày 10 tháng 1 năm 1967 cho lượt phục vụ thứ hai cùng Đệ lục Hạm đội tại Địa Trung Hải. Trên đường đi vượt Đại Tây Dương, nó tiến hành chuẩn nhận hoạt động tàu sân bay cho đội bay chiếc máy bay trực thăng SH-3A Sea King, thực hành bắn tên lửa giữa đại dương và các hoạt động không quân khác. Khi đến gần Gibraltar vào ngày 18 tháng 1, nó đón tiếp sự “viếng thăm” của máy bay trinh sát tầm xa Xô Viết Tupolev Tu-95 "Bears"; hai chiếc F-4B Phantom II đã được cử ra gặp gỡ những chiếc "Bears" và hộ tống chúng khi bay ngang con tàu. America thay phiên cho tàu sân bay Independence (CV-62) tại vịnh Pollensa vào ngày 22 tháng 1.
Trước khi thả neo tại Athens, vào ngày 4 tháng 2, America tham gia cuộc tập trận ngăn chặn-kiểm soát phối hợp với một trung tâm kiểm soát và chỉ huy Ý. Ít lâu sau đó, chiếc tàu sân bay lại gặp gỡ các lực lượng Ý trong một cuộc thực tập tấn công tàu sân bay bằng những tàu tuần tra cao tốc. Sang đầu tháng 3, trong thành phần Đội đặc nhiệm 60.1, nó cùng các tàu hộ tống đã tham gia cuộc Tập trận "Poker Hand IV" phối hợp cùng Hải quân Hoàng gia Anh, có sự tham gia của HMS Hermes (R12). Hai chiếc tàu sân bay đã trao đổi các lượt tấn công để thử nghiệm hệ thống phòng không của mỗi con tàu.

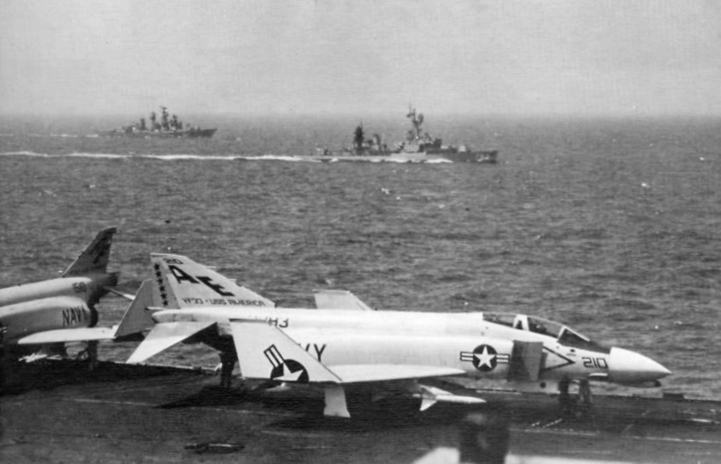
Một chiếc F-4B Phantom II thuộc Phi đội VF-33 chờ đợi để được phóng lên từ America trong lượt hoạt động 1967 tại Địa Trung Hải; phía sau là tàu khu trục lớp Gearing và xa hơn là một tàu khu trục lớp Kashin của Hải quân Liên Xô.

Vào ngày 1 tháng 4, America cùng Đội đặc nhiệm 60.1 tham gia cuộc Tập trận "Dawn Clear" kéo dài hai ngày của Khối NATO. Trong ngày đầu tiên chiếc tàu sân bay đã tung ra các đợt không kích mô phỏng xuống các “mục tiêu” Hy Lạp và Thổ Nhĩ Kỳ; và trong ngày tiếp theo máy bay Hy Lạp đã tấn công mô phỏng các đơn vị của Đội đặc nhiệm 60.1. Sau khi hoàn tất, nó tiếp nối các hoạt động huấn luyện thường lệ trong biển Ionia trước khi viếng thăm Valletta trong năm ngày từ ngày 5 tháng 4. Nó rời Malta vào ngày 10 tháng 4, thực tập huấn luyện cùng đội đặc nhiệm và thực hành bắn tên lửa cùng các tàu khu trục tên lửa điều khiển Josephus Daniels (DLG-27) và Harry E. Yarnell (DLG-17), và thực tập tiếp nhiên liệu trên đường đi.
Tình trạng của cuộc Nội chiến Hy Lạp trở nên bất ổn sau cuộc đảo chính khiến kết thúc chế độ nghị viện tại nước này. Cho dù Vua Constantine II vẫn đang tại vị, những xung đột trên đường phố Athens đe dọa sự an toàn của công dân Hoa Kỳ tại đây, nên vấn đề di tản được đặt ra. Lực lượng Đặc nhiệm 65 dưới quyền Chuẩn đô đốc Dick H. Guinn, với America là soái hạm, đã khởi hành đi sang phía Đông, sẵn sàng can thiệp và di tản nếu thấy cần thiết; nhưng may mắn là đã không xảy ra bạo loạn tại Athens, và lực lượng đặc nhiệm đã không cần huy động đến.
Chuẩn đô đốc Lawrence R. Geis đến thay phiên cho Chuẩn đô đốc Guinn vào ngày 29 tháng 4 trong các vai trò Chỉ huy Đội Tàu sân bay 4, Tư lệnh các lực lượng đặc nhiệm 61 và 65 cũng như Tư lệnh Lực lượng Đặc nhiệm 502 (NATO). Với vị tư lệnh mới trên tàu và tình hình Hy Lạp dần ổn định, America lên đường đi đến cảng Taranto, Ý vào ngày 1 tháng 5, nghỉ ngơi tại cảng này trong tám ngày, và đã đón lên tàu 1.675 lượt khách viếng thăm sàn đáp và hầm chứa máy bay. Nó rời cảng Taranto vào ngày 8 tháng 5, tiếp nối những hoạt động thường xuyên trong các vùng biển Ionia và Tyrrhenia, rồi viếng thăm cảng Livorno.

### Khủng hoảng tại Trung Đông
Vào ngày 25 tháng 5, 1967, những dấu hiệu trở nên rõ ràng cho thấy sắp có xung đột quy mô lớn tại Trung Đông. Thoạt tiên Ai Cập tiến quân vào dải Gaza và yêu cầu Lực lượng Gìn giữ hòa bình Liên Hợp Quốc phải rút lui; Israel phản ứng bằng cách ra lệnh động viên quân nhân dự bị, và tiếp theo các nước Ả Rập khác cũng đặt quân đội vào tình trạng báo động. Sau đó Cộng hòa Ả Rập Thống nhất phong tỏa vịnh Aqaba không cho tàu bè Israel đi ra Hồng Hải. Trong khi đó, sau khi hoàn tất cuộc Tập trận "Poop Deck", America rời vùng biển Tây Ban Nha và băng qua eo biển Malta để đi đến khu vực phụ cận đảo Crete, nơi nó gặp gỡ các tàu chiến thuộc Đội đặc nhiệm 60.2: tàu sân bay Saratoga (CVA-60) và các tàu khu trục hộ tống. Dưới quyền chỉ huy chung của Chuẩn đô đốc Geis, lực lượng sẵn sàng ứng phó cho những tình huống khẩn cấp.
Vào lúc này, America tiến hành những hoạt động huấn luyện thường lệ ngoài khơi đảo Crete, và được tiếp liệu trên đường đi hai lần. Vào ngày 5 tháng 6, bảy nhà báo từ các hãng thông tấn, đài truyền hình và báo chí lớn có mặt trên chiếc tàu sân bay để tường thuật về diễn biến của cuộc khủng hoảng; lực lượng thông tin đại chúng này nhanh chóng được bổ sung thêm các phóng viên đến từ Anh, Hy Lạp và Tây Đức, lên đến tổng cộng 29 người. Những hoạt động tập trận của con tàu cũng như diễn biến của vụ khủng hoảng được thông tin khắp thế giới, cũng như thu hút sự chú ý của các bên liên quan và thậm chí đến những quan sát viên không mong đợi.
Sáng ngày 2 tháng 6, một tàu khu trục Liên Xô trang bị tên lửa đất đối không đã bám theo đội đặc nhiệm, thường xuyên xâm nhập vào đội hình của đội đặc nhiệm tàu sân bay. Đến ngày 7 tháng 6, Tư lệnh Đệ Lục hạm đội, Phó đô đốc William I. Martin, đã gửi thông điệp sau đây đến con tàu Xô Viết bằng cả tiếng Nga và tiếng Anh:
Hoạt động của bạn trong năm ngày vừa qua đã ảnh hưởng đến hoạt động của chúng tôi. Khi con tàu bạn chen giữa đội hình chúng tôi và theo sát mọi di chuyển, bạn đã cản trở quyền tự do cơ động ngoài biển khơi vốn được truyền thống hải quân các nước công nhận trong nhiều thế kỷ. Trong vài phút tới, đội đặc nhiệm sẽ cơ động ở tốc độ cao và theo nhiều hướng. Vị trí hiện tại của bạn sẽ gây nguy hiểm cho tàu của bạn cũng như của đội đặc nhiệm. Tôi yêu cầu bạn rời khỏi đội hình ngay và chấm dứt việc gây nhiễu loạn và những hoạt động không an toàn.

Cho dù con tàu khu trục tên lửa điều khiển Xô Viết tách khỏi đội đặc nhiệm của America, một tàu chị em của nó lại tiếp tục theo dõi chiếc tàu sân bay cùng những tàu hộ tống trong nhiều ngày tiếp theo.

#### Chiến tranh Sáu ngày
Đến sáng ngày 5 tháng 6, 1967, cuối cùng cuộc Chiến tranh Sáu ngày vẫn nổ ra giữa Israel và các nước khối Ả Rập. Xế trưa hôm đó America báo động cho một cuộc tập luyện sẵn sàng chiến đấu, và sau khi hoàn tất cuộc tập trận nó duy trì ở mức độ sẵn sàng cấp ba, phòng thủ ở mức cao. Vào ngày 7 tháng 6, đang khi hộ tống bảo vệ cho America, tàu khu trục Lloyd Thomas (DD-764) bắt được tín hiệu sonar nghi ngờ là một tàu ngầm, và đô đốc Geis ra lệnh cho Lloyd Thomas cùng với tàu khu trục tên lửa điều khiển Sampson (DDG-10) điều tra nguồn gốc tín hiệu. Sampson nhanh chóng phát hiện mục tiêu và tiếp tục cùng Lloyd Thomas theo dõi chiếc tàu ngầm chưa rõ nhận dạng này.
America cho cất cánh một máy bay trực thăng chống ngầm, một chiếc Sikorsky SH-3A Sea King thuộc Phi đội Trực thăng Chống ngầm HS-9, để tiếp tục theo dõi mục tiêu bằng sonar kéo theo. Đến nữa đêm, mục tiêu được xác định là một tàu ngầm; vào lúc đó không có một tàu ngầm của hải quân các nước bạn báo cáo có mặt tại khu vực. Các tàu khu trục vẫn tiếp tục theo dõi mục tiêu bằng sonar. Đến 05 giờ 30 ngày 8 tháng 6, một máy bay chống tàu ngầm Lockheed SP-2H Neptune thuộc Phi đội Tuần tra VP-7, phối hợp cùng các tàu khu trục và máy bay trực thăng, đã xác nhận mục tiêu là một tàu ngầm. Bằng kỹ thuật xác định từ trường bất thường, chiếc P-2 xác định mục tiêu là một vật thể kim loại rất lớn. Đến trưa hôm đó, qua các phóng viên quốc tế có mặt trên tàu sân bay, đô đốc Geis quyết định công bố sự hiện của chiếc tàu ngầm ra công luận. Tuy nhiên những kiện kiện diễn ra tiếp theo sau đã làm lu mờ việc một tàu ngầm đang bám theo dõi đội đặc nhiệm tàu sân bay.

#### Sự kiện tấn công chiếc USSLiberty

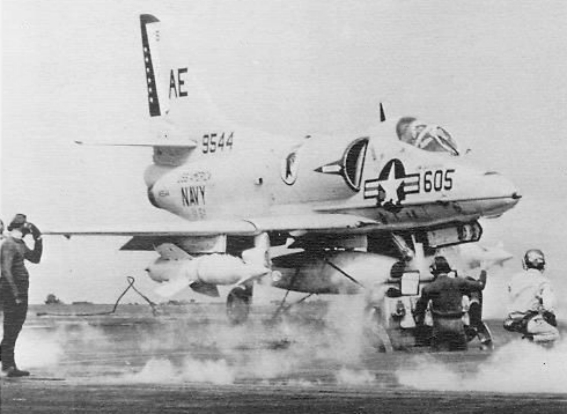
Máy bay A-4C Skyhawk thuộc Phi đội VA-64 trang bị tên lửa đối đất AGM-12 Bullpup, sẵn sàng phóng từ America sau khi bị lực lượng Israel tấn công.

Lúc khoảng 14 giờ 00 giờ địa phương ngày 8 tháng 6, 1967, tàu nghiên cứu kỹ thuật USS Liberty (AGTR-5) bị xuồng phóng lôi và máy bay phản lực Israel tấn công tại vị trí khoảng 15 mi (24 km) về phía Bắc cảng El Arish của Sinai, trong hải phận quốc tế. Con tàu đang làm nhiệm vụ hỗ trợ liên lạc giữa các đoàn ngoại giao Hoa Kỳ tại khu vực Trung Đông và giúp đỡ cho việc di tản thân nhân công dân Hoa Kỳ tại khu vực khi cần thiết. Tuy nhiên, những tin tức ban đầu mà America và Bộ Quốc phòng Hoa Kỳ nhận được không xác định rõ lai lịch những kẻ tấn công; nên chiếc tàu sân bay nhanh chóng bước vào báo động tác chiến. Chỉ trong vòng vài phút, máy bay tiêm kích ngăn chặn F-4B Phantom được phóng lên không trung sẵn sàng đánh trả mọi cuộc tấn công nhắm vào lực lượng đặc nhiệm, trong khi bom và tên lửa đối đất được trang bị cho những máy bay cường kích; hai chiếc A-4 Skyhawk trang bị bom và rocket được cho tham gia cùng lực lượng tuần tra không chiến. Trong khi những chiếc máy bay đang hướng đến vị trí của Liberty, thông tin từ Tel Aviv xác nhận những kẻ tấn công là Israel và vụ tấn công là do nhầm lẫn. Máy bay tiêm kích được gọi quay trở về tàu trong khi những chiếc A-4 buộc phải hạ cánh trên đất liền để tháo dỡ bom đạn.
Vụ tấn công Liberty đã khiến 34 người thiệt mạng và 173 người khác bị thương. Phó đô đốc Martin đã phái hai tàu khu trục Davis (DD-937) và Massey (DD-778) cùng với Thiếu tá Hải quân Peter A. Flynn, một trong các bác sĩ quân y của America, cùng hai nhân viên y tế khác đến hỗ trợ cho con tàu gặp nạn. Các tàu khu trục gặp được Liberty lúc 06 giờ 00 ngày 9 tháng 6, khi các nhân viên y tế và một bác sĩ thứ hai từ tàu khu trục lập tức được huyển sang chiếc tàu nghiên cứu bị hư hại.
Hai máy bay trực thăng của America cũng bay đến cùng Liberty lúc 10 giờ 30 phút, và bắt đầu vận chuyển những người bị thương nặng nhất trở lại chiếc tàu sân bay. Một giờ sau đó, tại vị trí khoảng 350 mi (560 km) về phía Đông vịnh Souda, Crete, America gặp gỡ Liberty, và máy bay trực thăng tiếp tục đưa 50 người bị thương và chín người chết từ Liberty sang America. Đội y tế của America làm việc liên tục để chữa trị nhiều người bị thương và bỏng; các bác sĩ Gordon, Flynn và Đại úy quân y Donald P. Griffith làm việc đến hơn giờ trong phòng phẩu thuật, trong khi các đại úy bác sĩ George A. Lucier và Frank N. Federico chăm sóc những người bị thương khác. Những người bị thương từ Liberty cần phải được chăm sóc tích cực và theo dõi trong hơn một tuần sau đó.
Do xung đột đang tiếp tục diễn ra giữa quân đội Israel với quân đội các nước Ả Rập, trạng thái im lặng trong âu lo bao trùm con tàu; họ vẫn đang sẵn sàng đề phòng tình huống xung đột lêo thang, tuy nhiên máy bay đã không cần cất cánh. Tuy nhiên, do phía Israel đạt được những thắng lợi chớp nhoáng trong cuộc Chiến tranh Sáu Ngày, phe Ả Rập cáo buộc máy bay thuộc Đệ Lục hạm đội đã hỗ trợ trên không cho lực lượng Israel trên mặt đất. Các thông tín viên của các thông tấn xã có thể xác nhận những tố cáo này là vô căn cứ, vì lực lượng Hoa Kỳ bao gồm cả Đệ Lục hạm đội vẫn giữ thái độ trung lập trong suốt cuộc xung đột. Thậm chí các tàu khu trục Xô Viết theo dõi họ cũng phải thừa nhận như vậy.

Sáng ngày 7 tháng 6, Phó đô đốc Martin đưa ra bản thông cáo báo chí: 
Không thể có bất kỳ một máy bay nào thuộc Đệ Lục hạm đội đã thực hiện những phi vụ hỗ trợ như nhiều phát ngôn viên Trung Đông đã phát biểu. . . Không có máy bay nào thuộc Đệ Lục hạm đội trong phạm vi 100 dặm (160 km) về bờ biển phía Đông Địa Trung Hải, đặc biệt là Israel và Công hòa Ả Rập Thống nhất. Hơn nữa, không có máy bay nào thuộc Đệ Lục hạm đội bay vào không phận của bất kỳ một quốc gia Trung Đông hay Bắc Phi nào trong giai đoạn căng thẳng hiện tại.

Phó đô đốc Martin đã trao cho giới báo chí bản sao những kế hoạch bay của cả America và Saratoga trong những ngày nghi vấn, và sơ đồ vị trí của đội đặc nhiệm trong suốt thời gian diễn ra cuộc xung đột. Ông cũng chỉ ra rằng việc kiểm tra dự trữ đạn dược của chiếc tàu sân bay cũng như danh sách phi công và máy bay hiện diện trên tàu sẽ xóa bỏ mọi cáo buộc vô căn cứ.
America tiến hành nghi thức tưởng niệm những người thiệt mạng vào ngày 10 tháng 6 trên sàn đáp chiếc tàu sân bay.

### Phục vụ tại Đại Tây Dương và Địa Trung Hải
Sau khi cuộc Chiến tranh Sáu ngày kết thúc nhờ những nỗ lực thu xếp và thương lượng hòa bình, hoạt động của America cũng dần quay trở lại bình thường khi các thông tín viên báo chí rời tàu và các tàu chiến Xô Viết không tiếp tục theo dõi nó. Cũng cùng trong giai đoạn này, hai phi đội thuộc Không đoàn Tàu sân bay CVW-6 đã tham dự cuộc Triển lãm hàng không Paris lần thứ 27 tổ chức tại sân bay Paris-Le Bourget từ ngày 25 tháng 5 đến ngày 5 tháng 6. Một máy bay F-4B Phantom II thuộc Liên đội Tiêm kích VF-33 và một máy bay Northrop Grumman E-2 Hawkeye thuộc Liên đội Cảnh báo sớm VAW-122 đã được trưng bày tại cuộc triển lãm.
Vào ngày 14 tháng 6, America đón lên tàu 49 học viên sĩ quan thuộc Học viện Hải quân Hoa Kỳ và Hải quân Dự bị Hoa Kỳ cho một đợt thực tập kéo dài sáu tuần. Đến cuối tháng 7, con tàu tiếp tục đón nhận đợt học viên sĩ quan đến thực tập tiếp theo, bao gồm 41 người, cho giai đoạn sáu tuần lễ tiếp theo.
America băng qua eo biển Dardanelles vào ngày 21 tháng 6 để viếng thăm Istanbul, Thổ Nhĩ Kỳ, nơi Chuẩn đô đốc Geis đặt vòng hoa tưởng niệm tại Đài chiến sĩ Vô danh để tưởng nhớ những binh sĩ Thổ Nhĩ Kỳ đã mất trong các cuộc chiến tranh. Tuy nhiên ba ngày sau đó, có khoảng 600 sinh viên cùng 1.500 người khác tổ chức biểu tình bài Mỹ và phản đối chuyến viếng thăm của Đệ Lục hạm đội tại khu vực neo đậu. Mọi chuyến nghỉ phép của thủy thủ lên bờ bị hủy bỏ vào chiều hôm đó; tuy nhiên tình hình lắng dịu đi lúc cuối ngày và việc nghỉ phép tham quan được tiếp tục.
Rời Istanbul vào ngày 26 tháng 6, America hoạt động trong năm ngày trong biển Aegean, rồi đi đến Thessaloniki, Hy Lạp vào ngày 1 tháng 7 cho chuyến viếng thăm cảng này lần đầu tiên. Nhận dịp Ngày Độc lập Hoa Kỳ 4 tháng 7, Chuẩn đô đốc Geis cùng với Hạm trưởng, Đại tá Donald D. Engen tổ chức chiêu đãi trên tàu các vị Tỉnh trưởng Thessaloniki và Thị trưởng thành phố Thessaloniki, Lãnh sự Hoa Kỳ và khoảng 75 viên chức và sĩ quan Hy Lạp. Chuẩn đô đốc Daniel V. Gallery (đã hồi hưu) cũng viếng thăm con tàu trong các ngày 8 và 9 tháng 7; ông viếng thăm nhiều tàu chiến thuộc Đệ Lục hạm đội trong chuyến tham quan Địa Trung Hải kéo dài một tháng, nhằm thu thập tư liệu cho các dự án sách và bài báo của mình.
America viếng thăm Athens vào ngày 16 tháng 7, là lần viếng thăm thủ đô Hy Lạp thứ hai trong năm 1967, trước khi tiếp tục viếng thăm Valletta, Malta vào ngày29 tháng 7. Nó thả neo tại Naples, Ý vào ngày 7 tháng 8, và sau khi viếng thăm Genoa và Valencia, nó đi đến vịnh Pollença phía Bắc đảo Mallorca để chuyển giao nhiệm vụ của Đệ Lục hạm đội cho tàu sân bay Franklin D. Roosevelt (CVA-42).
America quay trở về đến Norfolk vào ngày 20 tháng 9, và đi vào Xưởng hải quân Norfolk vào ngày 6 tháng 10 để đại tu. Nó chỉ rời xưởng tàu vào đầu tháng 1, 1968, và tiến hành chạy thử máy tại khu vực Virginia Capes từ ngày 6 đến ngày 8 tháng 1. Được chất đạn dược và tiếp liệu tại Hampton Bay và sau khi ở lại Norfolk một thời gian ngắn, con tàu lên đường vào ngày 16 tháng 1, đi sang vùng biển Caribe cho một loạt các hoạt động kiểm tra, thực hành và huấn luyện ôn tập trong vòng một tháng tiếp theo.
Sau khi thực hành huấn luyện ôn tập tại khu vực vịnh Guantánamo, Cuba, America rời khu vực vào ngày 1 tháng 2 để được kiểm tra hoạt động phòng không, đối kháng điện tử và thu hồi máy bay khẩn cấp cho đến ngày 9 tháng 2, rồi đi đến ngoài khơi Jacksonville, Florida nơi Không đoàn Tàu sân bay CVW-6 hoạt động huấn luyện chuẩn nhận phi công tàu sân bay từ ngày 12 tháng 2 đến ngày 15 tháng 2. Nó quay trở về Norfolk vào ngày 17 tháng 2 để chuẩn bị, rồi lại lên đường vào ngày 7 tháng 3 để tham gia cuộc Tập trận Rugby Match. Trên đường đi vào ngày 10 tháng 3, con tàu tung ra các phi vụ tấn công mô phỏng nhằm vào mục tiêu “đối phương” tại Vieques, Puerto Rico, cũng như thực tập tìm kiếm và giải cứu và thực hành trinh sát hình ảnh mục tiêu. Nó bắn hai tên lửa Terrier thực hành vào các ngày 13 và 14 tháng 3.
Với Tư lệnh Đội tàu sân bay 2, kiêm nhiệm chỉ huy Đội đặc nhiệm 26.1 trên tàu, America tham gia cuộc Tập trận Rugby Match của Hạm đội Đại Tây Dương từ ngày 18 đến ngày 20 tháng 3. Đây là cuộc diễn tập quy mô lớn được tổ chức từ ngày 7 đến ngày 29 tháng 3, với sự tham gia của hơn 80 tàu chiến. Trong thành phần “quân Xanh”, chiếc tàu sân bay phục vụ hỗ trợ gần mặt đất, trinh sát hình ảnh và tuần tra không chiến cho Lực lượng Đặc nhiệm 22, lực lượng đổ bộ của “quân Xanh”. Trên đường quay trở lại tàu quay khi hoàn tất các phi vụ, máy bay của nó thực hiện tấn công mô phỏng con tàu nhằm thực hành hệ thống phòng không.

### Chiến tranh Việt Nam

#### Sang Việt Nam lần thứ nhất
Khởi hành từ Hampton Roads vào ngày 10 tháng 4, 1968, America hướng sang khu vực Tây Thái Bình Dương cho lượt phục vụ đầu tiên trong khuôn khổ cuộc Chiến tranh Việt Nam. Nó ghé qua Rio de Janeiro, Brazil trên đường đi, lần đầu tiên con tàu đi đến thành phố và lục địa Nam Mỹ này; sau đó bắt đầu vượt Đại Tây Dương, băng ngang mũi Hảo Vọng và tiến vào Ấn Độ Dương để đi đến Căn cứ Hải quân vịnh Subic, Philippines. Chiếc tàu đi đến Trạm Yankee tại biển Đông lúc 10 giờ 00 ngày 30 tháng 5, và từ 06 giờ 30 phút sáng hôm sau bắt đầu tung ra các phi vụ không kích xuống Bắc Việt Nam.
Trong bốn lượt hoạt động với tổng cộng 112 ngày hiện diện tại Trạm Yankee, máy bay thuộc Không đoàn Tàu sân bay CVW-6 đã ném bom các đầu mối giao thông đường sắt và đường bộ, hầm cầu và các phương tiện giao thông cùng các kho chứa dầu, trong một nỗ lực nhằm ngăn chặn việc vận chuyển vũ khí và tiếp liệu từ bắc vào Nam Việt Nam. Vào ngày 10 tháng 7, Đại úy Hải quân Roy Cash, Jr. (phi công) và Trung úy Hải quân Joseph E. Kain, Jr. (sĩ quan radar) trên một chiếc F-4J Phantom thuộc Liên đội VF-33 đã bắn rơi một máy bay MiG-21 tại vị trí 17 mi (27 km) về phía Tây Bắc thành phố Vinh, trở thành chiến công bắn rơi máy bay đối phương đầu tiên của con tàu.
Xen kẻ giữa các lượt hoạt động, America viếng thăm Hong Kong, Yokosuka, Nhật Bản và vịnh Subic, Philippines. Khi kết thúc thời gian phục vụ tại Viễn Đông, nó tung ra phi vụ ném bom sau cùng lúc 10 giờ 30 phút ngày 29 tháng 10, rồi lên đường vào ngày hôm sau để đi vịnh Subic, nơi nó chất dỡ những phương tiện cần thiết tại Trạm Yankee. Ngoài ra liên đội tấn công hạng nặng VAH-10 và liên đội phản công điện tử VA-130 cũng rời tàu vào ngày 3 tháng 11, khi các đơn vị này được điều động đến Căn cứ Không lực Hải quân Alameda, và 144 thành viên các đội bay cùng nhiều nhân viên kỹ thuật phối thuộc cũng rời tàu để quay trở về Hoa Kỳ. Hành trình quay trở về cảng nhà của con tàu ngang qua Australia, New Zealand và Brazil, và nó hoàn tất một vòng quanh thế giới khi thả neo tại Norfolk lúc 13 giờ 30 phút ngày 16 tháng 12.

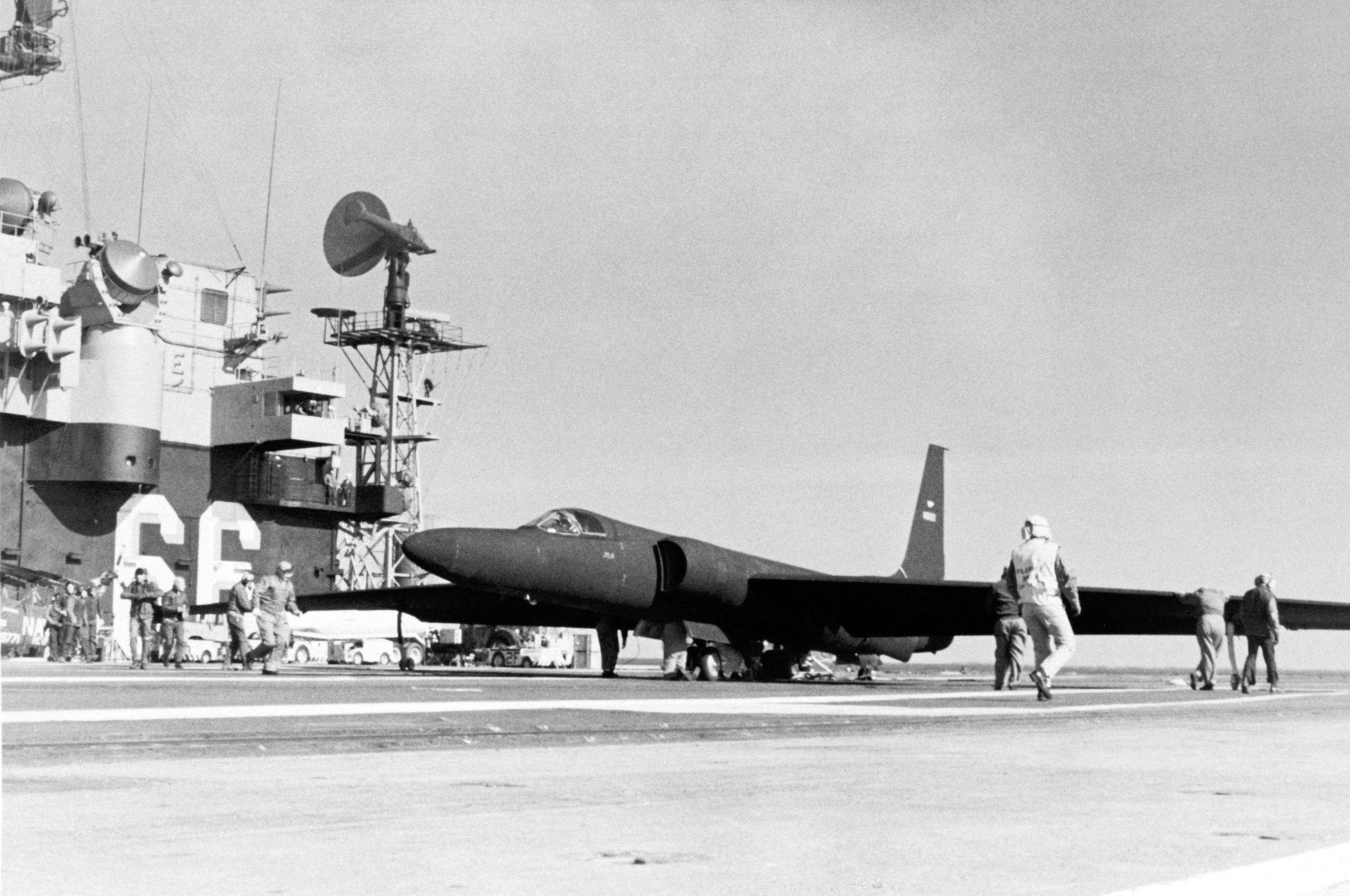
Một máy bay trinh sát U-2R đang thử nghiệm hạ cánh trên America

Tại cảng nhà, thủy thủ đoàn của America được nghỉ phép sang đến đầu năm 1969. Nó lên đường vào ngày 8 tháng 1 để đi sang vùng biển ngoài khơi Jacksonville, Florida để hoạt động chuẩn nhận phi công tàu sân bay. Con tàu đi đến Xưởng hải quân Norfolk vào ngày 24 tháng 1, bắt đầu một lượt đại tu kéo dài mất chín tháng. Sau khi hoàn tất sửa chữa, nó chạy thử máy tại vùng biển ngoài khơi Virginia Capes, và từ ngày 21 đến ngày 23 tháng 11, nó tham gia thử nghiệm khả năng tương thích của kiểu máy bay trinh sát Lockheed U-2R khi hoạt động cùng tàu sân bay.
Khởi hành từ khu vực Norfolk vào ngày 5 tháng 1, 1970, America thực hiện một chuyến đi kéo dài chín tuần lễ tại khu vực vịnh Guantánamo, Cuba. Từ ngày 15 đến ngày 21 tháng 2, nó tham gia cuộc Tập trận Springboard 70, đợt thực hành cơ động hàng năm được tổ chức tại vùng biển Caribe, bao gồm các hoạt động chống tàu ngầm và không lực và có sự tham gia của các đơn vị Thủy quân Lục chiến. Sau khi hoàn thành đợt tập trận, nó rời vịnh Guantánamo để đi đến Jacksonville, Florida vào ngày 1 tháng 3, nơi con tàu tiến hành huấn luyện chuẩn nhận phi công tàu sân bay cho nhiều liên đội đặt căn cứ tại khu vực lân cận.

#### Sang Việt Nam lần thứ hai
America đi đến Norfolk vào ngày 8 tháng 3 và ở lại đây trong khoảng một tháng, tiến hành những hoạt động sau cùng nhằm chuẩn bị cho lượt biệt phái hoạt động tiếp theo sang Việt Nam. Với Không đoàn Tàu sân bay CVW-9 trên tàu, con tàu khởi hành từ Norfolk vào ngày 10 tháng 4, 1970 để đi sang khu vực Tây Thái Bình Dương. Nó ghé lại vùng biển Caribe một thời gian ngắn trước khi thực hiện hành trình ngang qua Rio de Janeiro, vòng qua mũi Hảo Vọng và băng ngang Ấn Độ Dương để đi sang Thái Bình Dương, và cuối cùng đi đến vịnh Subic, Philippines.
Vào ngày 26 tháng 5, America bắt đầu các hoạt động tác chiến trong vịnh Bắc Bộ khi Trung tá Fred M. Backman, chỉ huy Liên đội VA-165 cùng sĩ quan hoa tiêu/ném bom, Thiếu tá Jack Hawley, thực hiện phi vụ không kích đầu tiên từ một chiếc A-6C Intruder. Cùng ngày hôm đó kiểu máy bay cường kích mới nhất A-7E Corsair II cũng được đưa ra hoạt động tác chiến lần đầu tiên, khi vào lúc 12 giờ 01 phút, Trung úy Dave Lichterman thuộc Liên đội VFA-146 được phóng lên cùng với chiếc A-7E đầu tiên tham chiến, rồi cùng chỉ huy Liên đội VA-146, Trung tá Wayne L. Stephens, tiến hành ném bom mục tiêu sử dụng máy tính dẫn đường ném bom kỹ thuật số. Đến 13 giờ 00, Trung tá R. N. Livingston và Thiếu tá Tom Gravely thuộc Liên đội VFA-147 xuất phát từ chiếc tàu sân bay để không kích một tuyến đường tiếp liệu đối phương trên những máy bay của họ. Đây là những hoạt động mở đầu cho năm lượt hoạt động với tổng cộng 100 ngày phục vụ tại Trạm Yankee trong vịnh Bắc Bộ của America, tính cho đến cuối năm 1970.
Tại Manila vào ngày 20 tháng 8, bên trên America, Phó đô đốc Frederic A. Bardshar, Tư lệnh Lực lượng Tác chiến Tàu sân bay Đệ Thất hạm đội đã tổ chức tiếp đón Ferdinand E. Marcos và phu nhân Imelda Marcos, đi đến từ chiếc du thuyền tổng thống. Vị Tổng thống Philippines, có Đại sứ Hoa Kỳ Henry A. Byroade và phu nhân tháp tùng, được chào đón bởi 21 phát đại bác và được tiếp đón bởi Phó đô đốc Bardshar và Đại tá Thomas B. Hayward, hạm trưởng America.

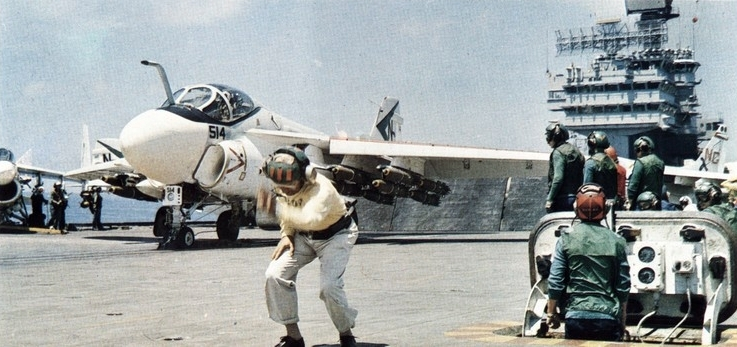
Một chiếc A-6C Intruder thuộc Liên đội VA-165 chuẩn bị được phóng từ sàn đáp của America trong lượt hoạt động năm 1970 tại Việt Nam

Hoàn tất lượt hoạt động thứ tư tại Trạm Yankee vào ngày 17 tháng 9, America lên đường cho một đợt hoạt động ngoài khơi bờ biển bán đảo Triều Tiên và sau đó trong biển Nhật Bản. Nó băng qua eo biển Tsushima vào ngày 23 tháng 9, ở lại vùng biển Nhật Bản trong năm ngày rồi rời khu vực vào ngày 27 tháng 9 ngang qua eo biển Tsugaru. Trong giai đoạn này, chiếc tàu sân bay cùng với Không đoàn Tàu sân bay CVW-9 phối thuộc đã tham gia ba cuộc tập trận: "Blue Sky", phối hợp cùng các đơn vị không quân Trung Hoa dân quốc; "Commando Tiger", trong biển Nhật Bản phối hợp cùng các đơn vị Không quân Cộng hòa Hàn Quốc; và sau khi rời eo biển Tsugaru là "Autumn Flower", cuộc tập trận phòng không phối hợp cùng các đơn vị thuộc Lực lượng Phòng vệ Trên không Nhật Bản và Không lực 5 Không quân Hoa Kỳ.
Hoàn tất lượt hoạt động thứ năm tại Trạm Yankee vào ngày 7 tháng 11, America lên đường trở lại vịnh Subic. Trong năm lượt hoạt động tác chiến tại Trạm Yankee, chiếc tàu sân bay đã thực hiện tổng cộng 10.600 phi vụ, trong đó 7.615 là những phi vụ hỗ trợ tác chiến và 2.626 phi vụ chạm trán với đối phương. Nó hoàn tất 10.804 lượt hạ cánh, ném 11.190 tấn bom đạn, vận chuyển 425.996 lb (193.229 kg) hàng hóa và chuyển tiếp 6.890 gói bưu kiện cùng 469.027 lb (212.747 kg) thư tín. Nó hoàn tất nhiệm vụ mà không mất một máy bay hay đội bay nào trong chiến đấu, và chỉ chịu đựng duy nhất một tai nạn khi hạ cánh nhưng không có ai tử vong.
Trên đường quay trở về nhà, America ghé đến Sydney, Australia để nghỉ phép trong ba ngày. Đại sứ Hoa Kỳ tại Australia Walter L. Rice và phu nhân đã cùng có mặt với thủy thủ đoàn nhân chuyến viếng thăm cảng. Con tàu trải qua ngày nghỉ lễ Tạ ơn đến hai lần, khi nó băng qua đường đổi ngày lúc 23 giờ 29 phút ngày 26 tháng 11. Sau khi vòng qua mũi Horn vào ngày 5 tháng 12, nó ghé lại Rio de Janeiro để tiếp nhiên liệu trước khi về đến Norfolk vào ngày 21 tháng 12.
Ở lại Norfolk cho đến ngày 22 tháng 1, 1971, America đi đến Xưởng hải quân Norfolk để được bảo trì trong ba tháng. Rời xưởng tàu vào ngày 22 tháng 3, nó hoạt động tại khu vực Virginia Capes trong những tuần lễ tiếp theo, rồi thực hành tập trận tại vùng biển Puerto Rico phối hợp cùng tàu chiến Hoa Kỳ cũng như với các tàu chiến Hải quân Anh HMS Ark Royal (R09), HMS Cleopatra (F28) và HMS Bacchante (F69).

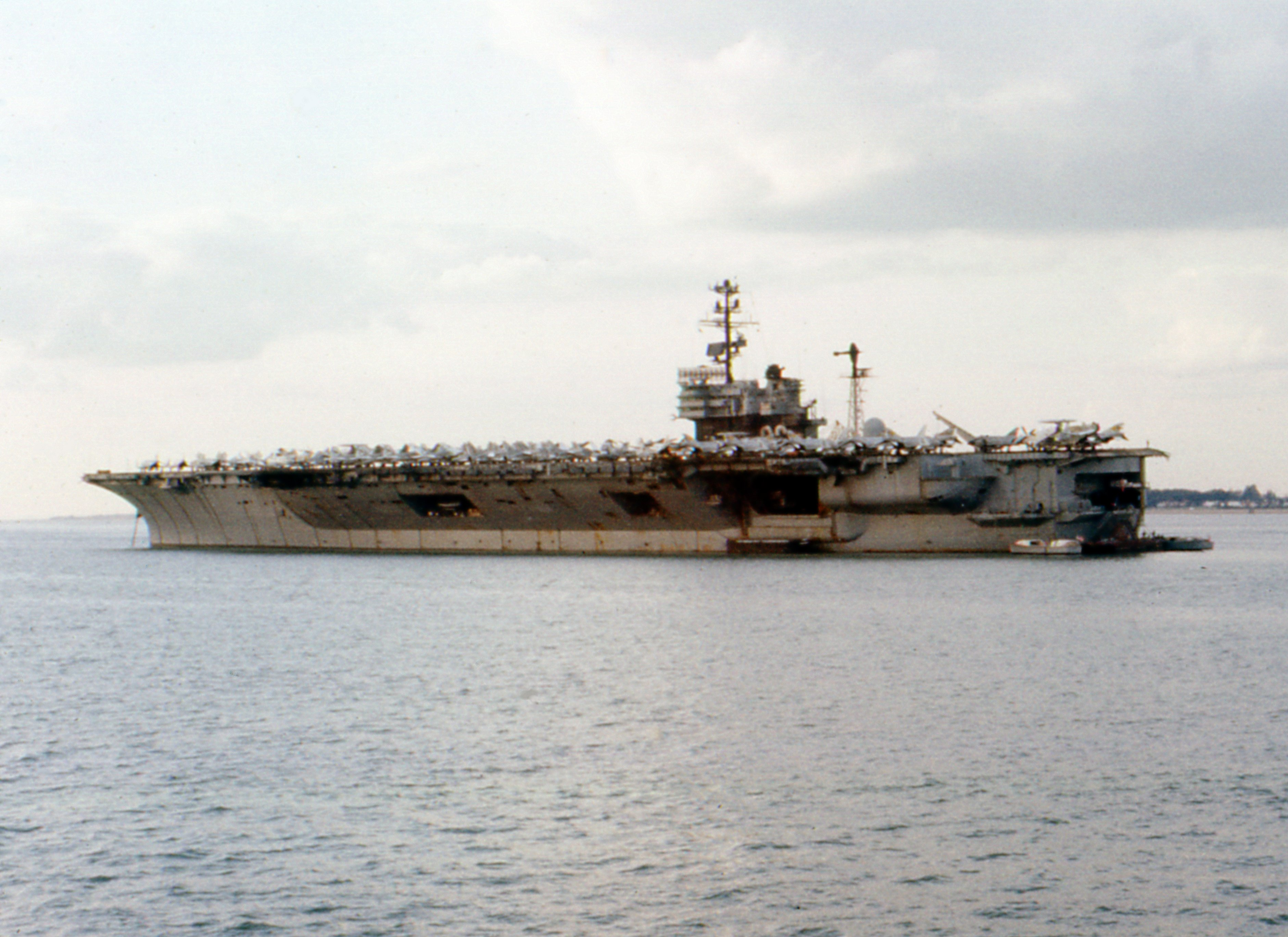
America thả neo tại Solent trong chuyến viếng thăm Anh Quốc vào tháng 12 năm 1971.

Sau khi quay trở về Norfolk, America khởi hành từ Hampton Roads vào ngày 6 tháng 7, 1971 để đi sang khu vực Địa Trung Hải. Nó thả neo tại Rota, Tây Ban Nha, chờ đợi thông tin để tiếp nhận từ tàu sân bay mà nó sẽ thay phiên, chiếc Franklin D. Roosevelt. Con tàu tiến vào Địa Trung Hải lần thứ ba trong quá trình phục vụ, và đã tham gia ba cuộc tập trận trước khi ghé đến Naples. Sau đó lúc đang trên hành trình hướng đến Palma, Majorca, con tàu tham gia cuộc Tập trận PHIBLEX 2–71, trong đó nó hỗ trợ cho một cuộ đổ bộ mô phỏng lên Capoteulada, Sicily. Sau khi viếng thăm Palma, Majorca, chiếc tàu sân bay tham gia cuộc Tập trận National Week X từ ngày 16 đến ngày 27 tháng 8, một trong những cuộc tập trận lớn nhất từng được tiến hành tại Địa Trung Hải. Kết thúc cuộc thao diễn, nó ghé đến Corfu, Hy Lạp, rồi viếng thăm Athens không lâu sau đó.
Sau các hoạt động thông thường tại khu vực Đông Địa Trung Hải và viếng thăm Rhodes, Hy Lạp, America tiến vào biển Aegean để tham gia cuộc Tập trận Deep Furrow 71, nơi Không đoàn Tàu sân bay CVW-8 của nó hỗ trợ gần cho phần lớn cuộc thao diễn. Chiếc tàu sân bay đi đến viếng thăm cảng Thessaloniki, Hy Lạp, rồi lại tham gia cuộc Tập trận National Week XI tại khu vực giữa Địa Trung Hải. Sau đó nó ghé đến Naples trước khi đi sang khu vực Tây Địa Trung Hải để hoạt động phối hợp cùng các lực lượng Anh, Hà Lan, Ý và Pháp trong cuộc Tập trận Ile D'Or. Kết thúc lượt thực hành vào ngày 19 tháng 11, nó viếng thăm các cảng Cannes và Barcelona trước khi đi đến Rota. Tại đây vào ngày 9 tháng 12, nó được thay phiên bởi tàu sân bay John F. Kennedy (CV-67).
Quay trở về Norfolk vào ngày 16 tháng 12, America neo đậu tại Norfolk, bắt đầu chất dỡ đạn dược khỏi tàu nhằm chuẩn bị cho đợt bảo trì tại Xưởng hải quân Norfolk. Sau lượt sửa chữa kéo dài hai tháng, con tàu bắt đầu chạy thử máy, và không lâu sau đó bắt đầu lịch trình huấn luyện. Việc huấn luyện được tăng tốc cách khẩn trương sau khi kế hoạch phái đi phục vụ được đưa lên sớm hơn một tháng so với dự kiến. Chiếc tàu sân bay tham gia cuộc Tập trận Exotic Dancer V, và quay trở về Norfolksau khi kết thúc.

#### Sang Việt Nam lần thứ ba
Vào ngày 2 tháng 6, 1972, ba ngày trước ngày dự định khởi hành, Đô đốc Elmo R. Zumwalt, Tư lệnh Tác chiến Hải quân Hoa Kỳ, đã viếng thăm con tàu và giải thích lý do kế hoạch biệt phái bị buộc phải thay đổi, và con tàu được phái sang vịnh Bắc Bộ thay vì sang Địa Trung Hải. Khởi hành vào ngày 5 tháng 6, được hộ tống bởi các tàu khu trục Davis (DD-937) và Dewey (DDG-45), và được tháp tùng bởi tàu tiếp dầu Waccamaw (AO-109), America băng qua đường Xích đạo vào ngày 12 tháng 6 và hướng sang Á Châu. Nó vòng qua mũi Hảo Vọng vào ngày 21 tháng 6 và gia nhập Đệ Thất hạm đội vào cuối tháng 6.
America thay phiên cho tàu sân bay Coral Sea (CV-43) tại Trạm Yankee trong vịnh Bắc Bộ, và bắt đầu các phi vụ tác chiến vào ngày 12 tháng 7. Tuy nhiên đường nạp nhiên liệu chính của máy bơm bị vỡ, buộc nó phải sớm quay trở lại vịnh Subic vào ngày 25 tháng 7 để sửa chữa; con tàu đi đến Philippines vào giữa một thời điểm nơi đây trải qua một đợt thiên tai lũ lụt và đất lở. Công việc sửa chữa bị trì hoãn trong hai tuần do phải chờ lính kiện thay thế được khẩn cấp gửi đến vịnh Subic. Nó lên đường vào ngày 9 tháng 8 để quay trở lại vùng chiến sự, tiếp tục ném bom các mục tiêu tại Bặc Việt Nam. Vào ngày 6 tháng 10, bốn máy bay A-7 Corsair II thuộc Liên đội VFA-72 của nó đã phối hợp ném hai quả bom lượn AGM-62 Walleye và hai quả bom Mark 84 2.000 lb (910 kg) xuống cầu Hàm Rồng, Thanh Hóa, lần đầu tiên ném trúng đích và phá hủy nhịp giữa chiếc cầu huyết mạch này.

## Phần thưởng[4]
| Bronze star · Bronze star · Bronze star · Bronze star · Bronze star · Bronze star |                           |                                                       |
| Bronze star · Bronze star                                                         | Bronze star               | Bronze star · Bronze star · Bronze star · Bronze star |
| Silver star                                                                       | Bronze star · Bronze star |                                                       |
|                                                                                   |                           |                                                       |
|                                                                                   |                           |                                                       |

| Đơn vị Tuyên dương Hải quân với hai Ngôi sao Chiến trận     | Đơn vị Tuyên dương Hải quân với hai Ngôi sao Chiến trận            | Đơn vị Tuyên dương Anh Dũng Hải quân với bốn Ngôi sao Chiến trận   | Đơn vị Tuyên dương Anh Dũng Hải quân với bốn Ngôi sao Chiến trận      |
| Huân chương Viễn chinh Hải quân với hai Ngôi sao Chiến trận | Huân chương Phục vụ Phòng thủ Quốc gia với một Ngôi sao Chiến trận | Huân chương Phục vụ Phòng thủ Quốc gia với một Ngôi sao Chiến trận | Huân chương Viễn chinh Lực lượng Vũ trang với bốn Ngôi sao Chiến trận |
| Huân chương Phục vụ Việt Nam với năm Ngôi sao Chiến trận    | Huân chương Phục vụ Tây Á với hai Ngôi sao Chiến trận              | Huân chương Phục vụ Tây Á với hai Ngôi sao Chiến trận              | Huân chương Phục vụ Lực lượng Vũ trang                                |
| Huân chương Phục vụ Nhân Đạo                                | Huân chương Anh dũng Bội tinh (Việt Nam Cộng Hòa)                  | Huân chương Anh dũng Bội tinh (Việt Nam Cộng Hòa)                  | Huân chương NATO (Nam Tư)                                             |
| Huân chương Chiến dịch Bội tinh (Việt Nam Cộng Hòa)         | Huân chương Giải phóng Kuwait (Saudi Arabia)                       | Huân chương Giải phóng Kuwait (Saudi Arabia)                       | Huân chương Giải phóng Kuwait (Kuwait)                                |